# Kurt Müller (tir sportif)
Pour les articles homonymes, voir Kurt Müller.
Kurt Müller, né le 4 avril 1934 à Kriens, est un tireur sportif suisse.

## Palmarès

### Jeux olympiques d'été
- Jeux olympiques d'été de 1968 de Mexico
  -  Médaille de bronze en 300m carabine trois positions[1]